# جوشوا فان
جوشوا فان باوي ثونج (بالإنجليزية: Christian؛ مواليد 10 أكتوبر 2001) هو مُقاتل فنون قتالية مختلطة أمريكي من أصل بورمي.

## وصلات خارجية
لم يتم العثور على روابط لمواقع التواصل الاجتماعي.

- جوشوا فان على موقع يو إف سي (الإنجليزية)
- جوشوا فان على موقع شيردوغ (الإنجليزية)
- جوشوا فان على موقع Tapology.com (الإنجليزية)
- لا بيانات لهذه المقالة على ويكي بيانات تخص الفن